# Anomala distinguenda
Anomala distinguenda är en skalbaggsart som beskrevs av Blanchard 1851. Anomala distinguenda ingår i släktet Anomala och familjen Rutelidae. Inga underarter finns listade i Catalogue of Life.